# Saint-Priest (Lyon)
Saint-Priest pronúncia em francês: [sɛ̃ pʁijɛst] (escutarⓘ); em franco-provençal:  Sant-Priést) lit.  "Santo Sacerdote" é uma comuna na Metrópole de Lyon na região Auvérnia-Ródano-Alpes  no sudeste da França. O historiador e epígrafe francês do século 19, Auguste Allmer (1815–1899), era cobrador de impostos em Saint-Priest. Segundo o Censo de 2021, possui 48.822 mil habitantes.
É o quarto maior subúrbio da cidade de Lyon, e está localizado no seu lado sudeste. A estação Saint-Priest é servida por trens locais para Lyon e Saint-André-le-Gaz.
A comuna é governada por Gilles Gascon desde 2020.